# Миллес, Рут
Рут Анна Мария Андерссон (швед. Ruth Anna Maria Andersson; 19 апреля 1873, Валлентуна — 11 февраля 1941, Рим) — шведская художница и скульптор, известная под псевдонимом «Рут Миллес».

## Биография и творчество
Рут Андерссон родилась в 1873 году. Её отец, Эмиль Андерссон, бывший военный, награждённый французским Орденом Почётного легиона, увлекался живописью. Когда Рут было шесть лет, её мать умерла при родах, и отец женился повторно. Дети от первого брака переселились к родственникам в Стокгольм. Младший брат Рут, Карл, впоследствии стал известным скульптором. Они оба сменили свою фамилию — Андерссон — на «Миллес»: их мать называла своего мужа «Милле», а они были «детьми Милле»: «Milles ungar».

Рут Миллес. Цветочница. 1905

Вначале Рут училась в Технической школе (Tekniska skolan) в Стокгольме, а затем в Королевской академии, которую она, ввиду выдающихся успехов, закончила на год раньше. В 1899 году она уехала в Париж к брату, который поселился там годом ранее. В 1901 году их статуэтки, изображавшие бедных женщин и детей, начали пользоваться спросом и приносить доход. Однако через четыре года Рут и Карл прекратили их производство, поскольку создавалось чересчур много незаконных копий их работ, в том числе в Швеции.
В начале XX века Рут Миллес пользовалась большей известностью, чем её брат. Она много выставлялась, её работы отмечались наградами. В 1903 году Рут вернулась в Швецию, где продолжала работать в том же стиле. В 1908 году её рельеф «Efter väntan på havsstranden» стал второй работой скульптора женского пола, приобретённой Национальным музеем Швеции. В 1920-х годах Национальный музей приобрёл ещё две её работы. Кроме того, Рут создала, по заказу Королевского драматического театра, скульптурные портреты актёра Георга Дальквиста и певицы Йенни Линд. Она участвовала в выставках как в Швеции, так и за границей; в 1905 году она получила серебряную медаль на выставке в Сент-Луисе, а в 1910 году — в Буэнос-Айресе. В 1915 году её работы демонстрировались на Всемирной выставке в Сан-Франциско. Помимо собственного творчества, Рут также выполняла роль импресарио для своего брата Карла.
В 1910-х годах зрение Рут стало ухудшаться, и она уже не могла заниматься скульптурой. Вместо этого она обратилась к сочинительству и стала писать стихи и рассказы. В 1918 году вышел сборник её стихотворений «Dagarnas grå och Drömmarnas blå»; в 1920-х годах неоднократно публиковались её рассказы. В 1932 году Рут, с целью поправить здоровье, переехала жить в Италию. Она умерла в 1941 году в Риме и была похоронена на протестантском кладбище. В 2008 году в Миллесгордене состоялась крупная выставка её работ. Две статуэтки работы Рут Миллес находятся в Пушкинском музее в Москве.